# Alexander Konstantinowitsch Petrow

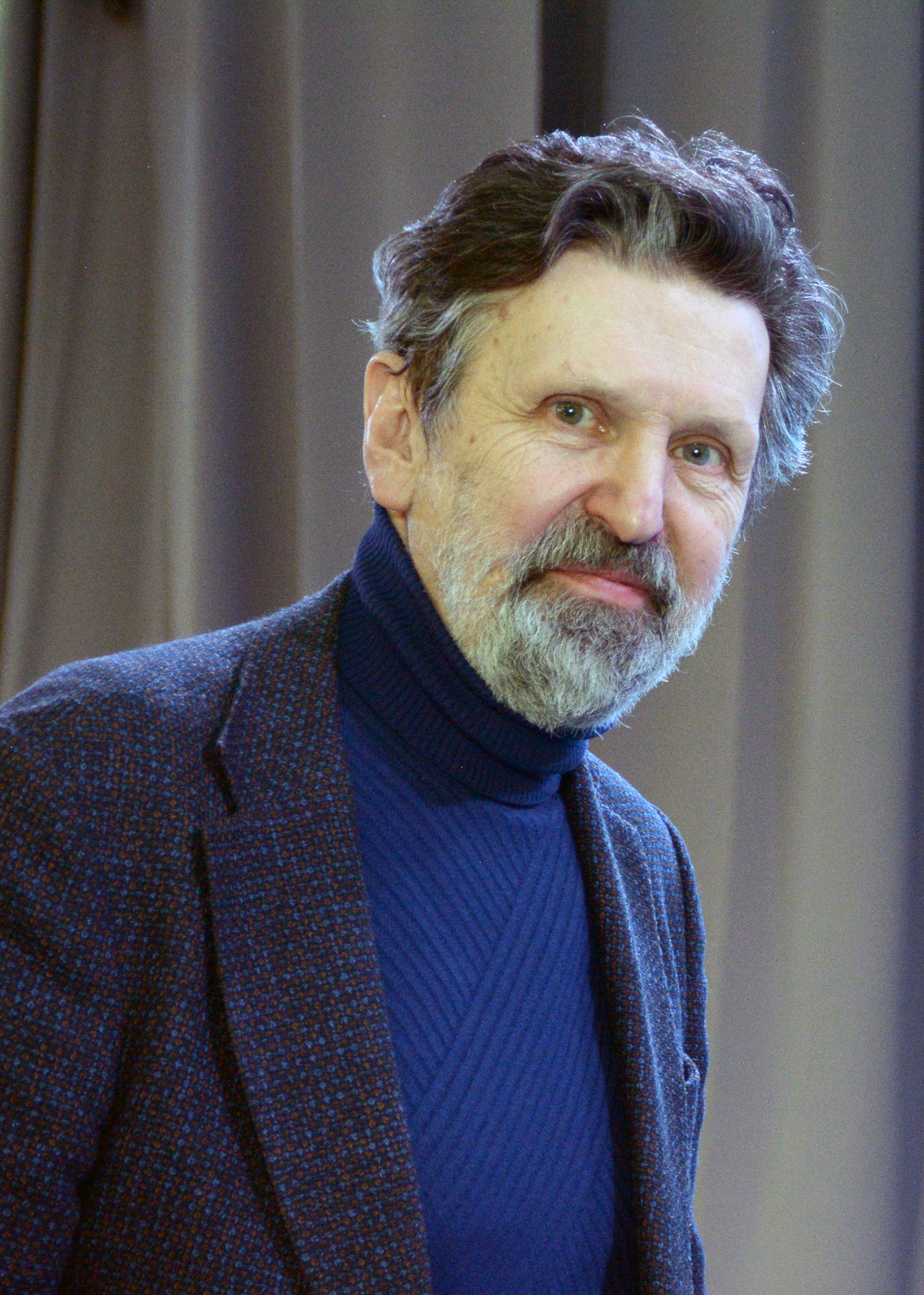
Alexander Konstantinowitsch Petrow, 2023

Alexander Konstantinowitsch Petrow (russisch Александр Константинович Петров, wiss. Transliteration Aleksandr Konstantinovič Petrov; * 17. Juli 1957 in Pretschistoje, Rajon Perwomaiski, Oblast Jaroslawl, Sowjetunion) ist ein russischer Animator und Regisseur von Animationsfilmen.

## Leben
Petrow studierte an der Kunstschule von Jaroslawl und an der Filmakademie WGIK in Moskau. Danach war er Schüler von Juri Norstein. 1981 begann er, an Filmen mitzuarbeiten und war vorübergehend als Ausstatter tätig.
Sein Debüt als Regisseur, Drehbuchautor und Produzent gab er 1989 mit dem animierten Kurzfilm Die Kuh, der, basierend auf einer Erzählung von Andrei Platonow, von einem russischen Jungen handelt, der sich an die Kuh der Familie und deren Kalb erinnert. Der zehnminütige Film wurde 1990 für den Oscar nominiert und erhielt bei der Berlinale in der Rubrik Kurzfilm eine lobende Erwähnung. Nach Traum eines lächerlichen Menschen folgte der Animationsfilm Die Nixe, der ihm seine zweite Oscar-Nominierung in der Kategorie Bester animierter Kurzfilm einbrachte und ebenfalls auf der Berlinale gezeigt wurde.
Für den ersten Großbildanimationsfilm überhaupt, The Old Man and the Sea, gewann er den Oscar und zahlreiche weitere Preise, etwa einen kanadischen Prix Jutra und eine Nominierung für einen Genie Award als Bester animierter Kurzfilm. Der 20-minütige Öl-auf-Glas-Kurzfilm nach der gleichnamigen Novelle von Ernest Hemingway erzählt von einem alten Fischer, der tagelang einem Fisch auf See folgt. Petrow hatte von März 1997 bis April 1999 an dem Film gearbeitet, hatte also über zwei Jahre gebraucht, um die 29.000 Entwürfe zu zeichnen, und hatte Unterstützung von japanischen und kanadischen Produzenten erhalten.
Er lebt heute in Jaroslawl und arbeitet hauptsächlich an Werbefilmen, unter anderem für Coca-Cola und United Airlines. Sein letztes Projekt war der Anime-Film Winter Days (2003), an dem er sich neben Isao Takahata und Juri Norstein als Animator beteiligte. Bei der Oscarverleihung 2008 war er mit Meine Liebe das vierte Mal nominiert. 2014 wurde Petrow mit dem russischen Platonow-Preis ausgezeichnet.

## Filmographie
- 1989: Die Kuh (Корова, Korowa)
- 1992: Traum eines lächerlichen Menschen (Сон смешного человека, Son smeschnowo tscheloweka), nach einer Erzählung von Dostojewski
- 1997: Die Nixe (Русалка, Rusalka), nach einer Erzählung von Alexander Puschkin
- 1999: The Old Man and the Sea, nach einer Erzählung von Ernest Hemingway
- 2006: Meine Liebe (Моя любовь, Moja ljubow) nach einer Erzählung von Iwan Schmeljow
- 2011: Dostojewski (Достоевский)